# Ángel Martínez (futbolista)
Ángel Martínez (Asunción, Paraguay, 27 de enero de 1995) es un futbolista paraguayo, que juega como centrocampista. Actualmente juega en el Club Libertad de la Primera División de Paraguay

## Clubes
| Club              | País     | Año           |
| ----------------- | -------- | ------------- |
| San Lorenzo       | Paraguay | 2015          |
| Deportivo Capiatá | Paraguay | 2016          |
| Club Libertad     | Paraguay | 2016-presente |

- Datos: Q18729831